# Narożniki
Narożniki [narɔʐˈniki] (en alemán: Groß Naroschnik) es un pueblo ubicado en el distrito administrativo de Gmina Rakoniewice, dentro del Distrito de Grodzisk Wielkopolski, Voivodato de Gran Polonia, en el oeste de Polonia central. Se encuentra aproximadamente a 4 kilómetros al noroeste de Rakoniewice, a 11 kilómetros al suroeste de Grodzisk Wielkopolski, y a 53 kilómetros al suroeste de la capital regional Poznan.
El pueblo tiene una población de 101 habitantes.